# Vesc
 Vesc  là một xã thuộc tỉnh Drôme trong vùng Auvergne-Rhône-Alpes đông nam nước Pháp. Xã Vesc nằm ở khu vực có độ cao trung bình 655 mét trên mực nước biển.